# Shay Astar

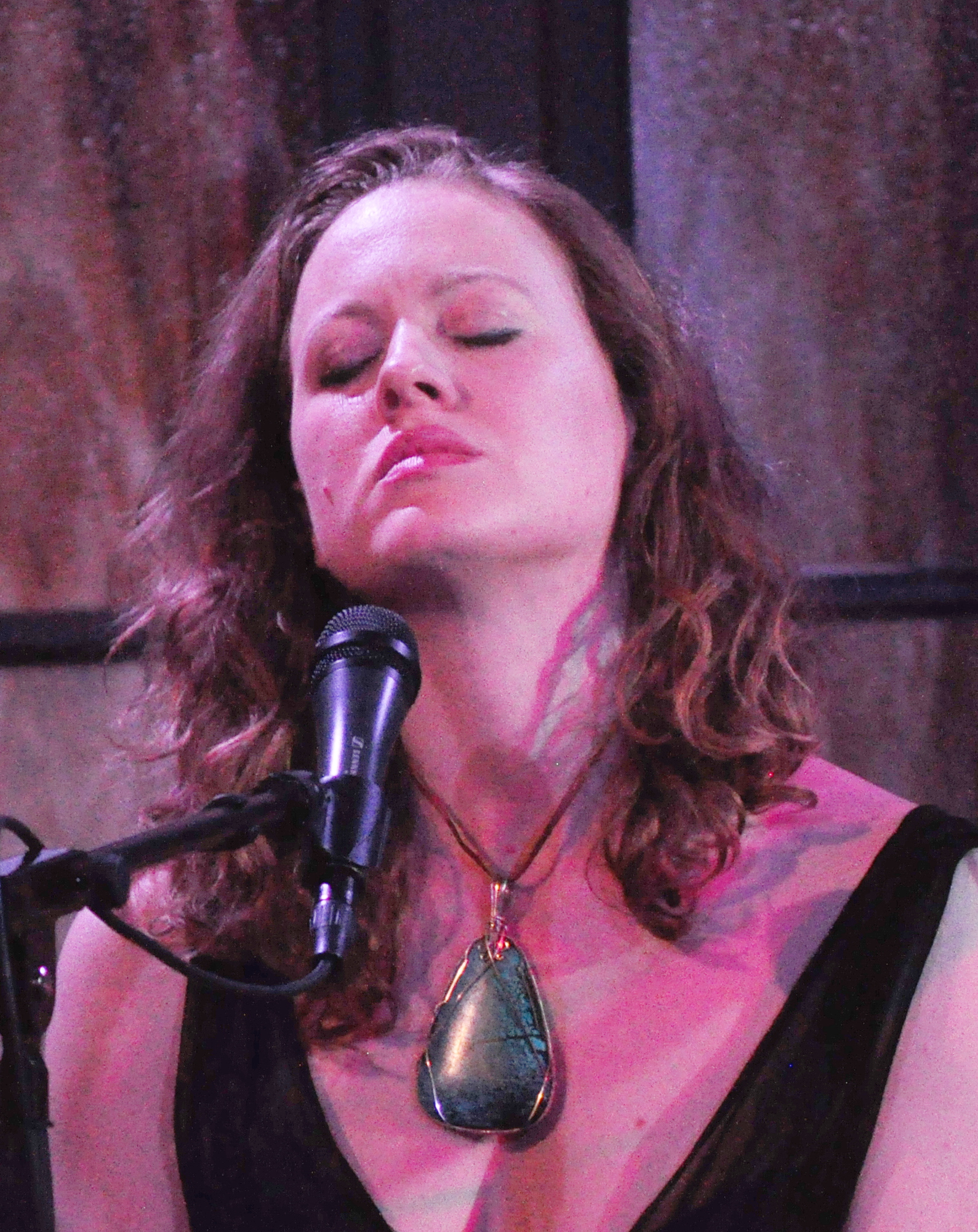
Shay Astar (2014)

Shay Astar (* 29. September 1981) ist eine US-amerikanische Schauspielerin und Sängerin.

## Leben
Ihre erste größere Rolle hatte Astar in der Fernsehserie China Beach (1991). Es folgte im selben Jahr eine Rolle in der Horrorkomödie Chaotisches Halloween. Seitdem ist sie in diversen Fernsehserien (z. B. Hinterm Mond gleich links (1996–1999)) und Independentfilmen (z. B. The Lost (2006)) zu sehen.
1996 wurde Astar für einen Young Artist Award in der Kategorie Beste Gastrolle in einer TV-Komödie für Hinterm Mond gleich links nominiert.
In den 2000er Jahren begann Astar ihre eigene Musik aufzunehmen. 2010 veröffentlichte sie das Album Blue Music.

## Filmografie (Auswahl)
- 1991: Chaotisches Halloween (Ernest Scared Stupid)
- 1991: China Beach (Fernsehserie, 3 Episoden)
- 1992: Raumschiff Enterprise – Das nächste Jahrhundert (Star Trek: The Next Generation, Fernsehserie, Episode 5x22: Die imaginäre Freundin)
- 1992: Samantha – Der Satansbraten aus dem Körbchen (Samantha)
- 1994: The Good Life (Fernsehserie, 13 Episoden)
- 1996–1999: Hinterm Mond gleich links (3rd Rock from the Sun, Fernsehserie, 25 Episoden)
- 1999: Deal of a Lifetime
- 2006: The Bliss
- 2006: Hockers Inc.
- 2006: The Lost
- 2010: Boston Girls
- 2011: Bob’s New Suit
- 2012: La La Land (Fernsehserie, 3 Episoden)
- 2013: Eleanor Rigby